# Mimi Coertse
Mimi Coertse (sinh ngày 12 tháng 6 năm 1932) là một giọng nữ cao của Nam Phi.

## Cuộc đời
Coertse, sinh ra ở Durban, học tại trường trung học dành cho nữ sinh Helpmekaar ở Johannesburg. Cô bắt đầu học hát ở Nam Phi vào năm 1949. Huấn luyện viên thanh nhạc đầu tiên của cô ở Johannesburg là Aimee Parkerson.
Buổi biểu diễn đầu tiên của cô tại Nam Phi là hát vai  Messiah trong vở Handel tại Tòa thị chính Johannesburg vào ngày 11 tháng 12 năm 1951. Vào tháng 7 năm 1953, cô kết hôn với nhà phát thanh và nhà soạn nhạc Dawid Engela. Cô rời Nam Phi vào tháng 9 năm 1953 để đến London, và sau đó đi qua Hague đến Vienna. Tháng 1 năm 1954, cô bắt đầu tập luyện với Maria Hittorff và Josef Witt.

## Sự nghiệp hát Opera
Coertse ra mắt vào tháng 1 năm 1955 với vai diễn "cô gái hoa đầu tiên" (the first flower girl) trong vở Parsifal của Wagner tại Teatro San Carlo ở Naples. Cô cũng hát trong vở Basle tại Teatro San Carlo. Vào ngày 17 tháng 3 năm 1956, cô xuất hiện lần đầu tại nhà hát Vienna State Opera với vai Nữ hoàng bóng đêm trong vở Die Zauberflöte của Mozart và gắn bó với nhà hát Vienna State Opera cho đến năm 1978. Lần ra mắt đầu tiên của Covent Garden là vào năm 1956.
Coertse hát phần giọng nữ cao trong vở Matthäus-Passion của Bach cùng với sự tham gia của Fritz Wunderlich. Năm 1958, Coertse và Fritz Wunderlich một lần nữa làm việc cùng nhau tại lễ hội Aix-en-Provence ở Die Zauberflöte.
Năm 1965, cô hát vai Konstanze trong vở Die Entführung aus dem Serail tại Vienna State Opera, nơi cũng có sự tham gia của Fritz Wunderlich trong vai Belmonte. Năm 1966, Mimi được vinh danh bởi Tổng thống Áo với danh hiệu Österreichischer Kammersänger, trong mười năm làm việc với tư cách là thành viên thường trực tại Nhà hát Quốc gia Vienna.

## Hôn nhân
Mimi đã kết hôn ba lần. Cuộc hôn nhân đầu tiên của cô là nhà soạn nhạc người Nam Phi Dawid Engela vào năm 1953 nhưng cuộc hôn nhân kết thúc vào năm 1957. Cuộc hôn nhân thứ hai của cô là với người doanh nhân người Ý Diego Brighi vào năm 1965 và ly hôn năm 1969.  Cuộc kết hôn thứ ba của cô là với doanh nhân Werner Ackerman vào năm 1970 và kéo dài cho đến năm 1994. Sau 5 lần sảy thai, cô đã nhận nuôi một đứa con trai và con gái, Walter và Mia.